# Państwo przylądkowe
Państwo przylądkowe (Capensis) – najmniejsze państwo florystyczne na świecie. Obejmuje terytorium o powierzchni ok. 85 tys. km² na południowym krańcu Afryki (RPA). Mimo małego terytorium, to miejsce charakteryzuje się nadzwyczaj bogatą florą, liczącą ponad 8500 gatunków. 6 rodzin endemicznych. Bardzo licznie reprezentowane są m.in. rodzaje: pelargonia (2300 gatunków) i przypołudnik (2500 gatunków). Owocem tych ostatnich jest torebka, która otwiera się podczas deszczu. Z tego samego państwa pochodzi rodzaj litops, którego przedstawiciele bywają nazywani żywymi kamieniami.
Dzięki izolacji przez łańcuchy górskie i obszary pustynne roślinność posiada wybitnie odrębny charakter – wśród występujących tu gatunków aż 73% stanowią endemity.
We florze przylądkowej człowiek nie znalazł ważnych gospodarczo roślin, dała ona jednak ponad
1000 gatunków roślin ozdobnych z rodzajów takich jak: kliwia, pelargonia (Pelargonium), gerbera (Gerbera), mieczyk (Gladiolus), amarylis (Amaryllis), frezja (Freesia) i liczne rośliny gruboszowate.
Dominującą formacją roślinną są zarośla twardolistne (fynbos). Mniejsze powierzchnie zajmują mezofilne zbiorowiska leśne i formacje kserofitów.
W obrębie państwa wyróżniany jest tylko jeden obszar:
- Obszar Przylądkowy (1 prowincja)